# 글리치

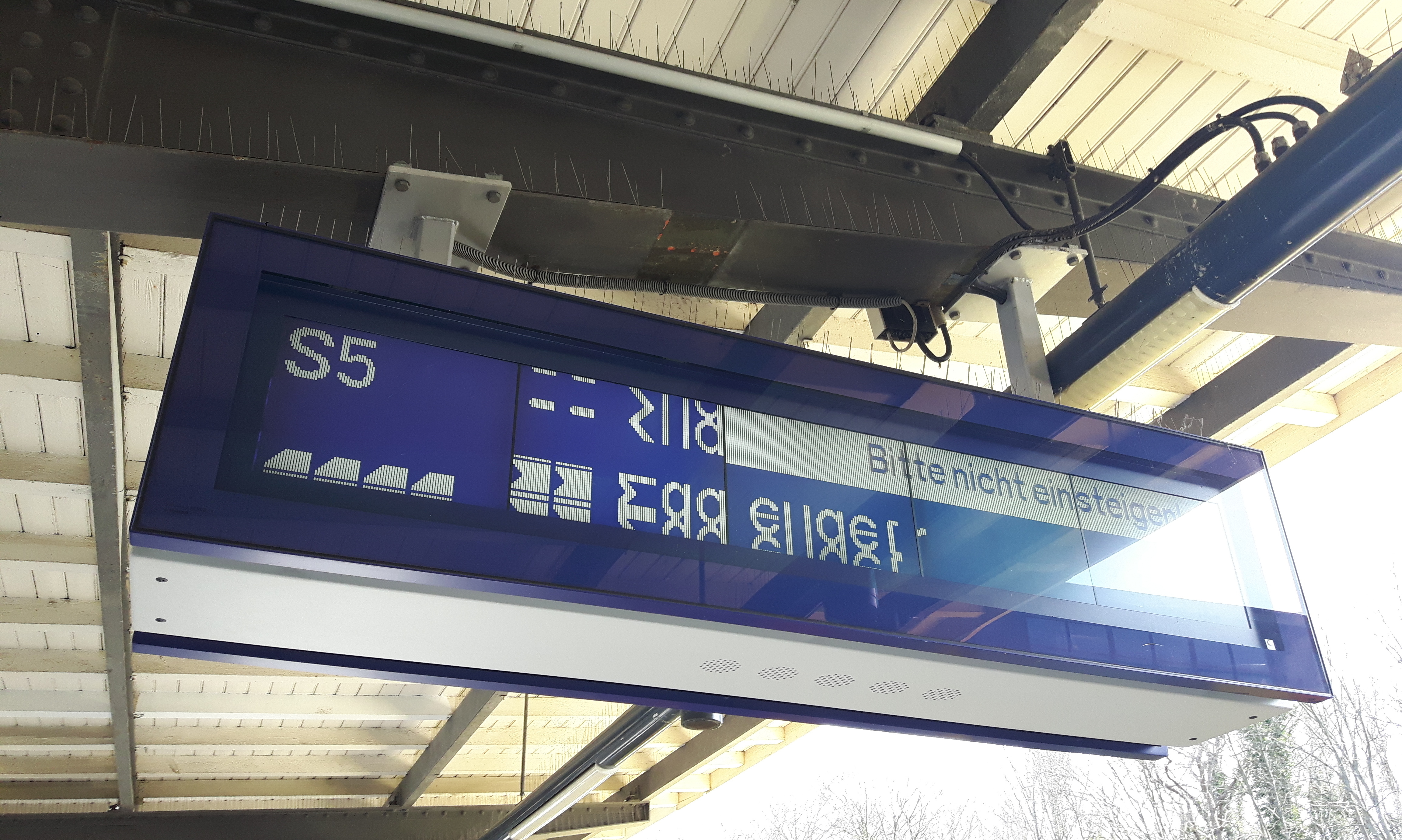
시각적 글리치로 인해 텍스트가 손상된 기차역 디스플레이

글리치(영어: glitch)는 일시적으로 발생했다가 스스로 수정되어 문제 해결이 어려운 것과 같은 짧은 기술적 결함이다. 이 용어는 특히 컴퓨팅 및 일렉트로닉스 산업, 회로 벤딩 그리고 비디오 게임 플레이어들 사이에서 흔히 사용된다. 더 넓게는 인간 조직과 자연을 포함한 모든 유형의 시스템에서 글리치가 발생한다.
글리치는 경미하고 종종 일시적이라는 점에서 기능에 심각한 문제를 일으키는 더욱 심각한 버그와 다르다. 아케이드 리뷰에 글을 쓴 알렉스 파이셸(Alex Pieschel)은 다음과 같이 말했다. "버그는 종종 더 무겁고 비난받을 만한 경멸적인 의미로 사용되지만, 글리치는 예상치 못한 입력이나 코드 영역 밖의 요소에 의해 발생하여 더 신비롭고 알 수 없는 것을 시사한다." 이 단어 자체는 때때로 "컴퓨터 하드웨어에 숨어있는 그렘린(gremlins lurking in the computer hardware)"의 줄임말이라고 유머러스하게 묘사되기도 한다.

## 어원
랜덤 하우스의 아메리칸 슬랭을 포함한 일부 참고 서적에서는 이 용어가 독일어 단어인 glitschen '미끄러지다'와 이디시어 단어인 glitshn '미끄러지다, 미끄러지듯 나아가다' 및 "미끄러운 곳"을 의미하는 glitsh에서 유래했다고 명시한다. 글리치는 1940년대부터 라디오 아나운서들이 방송 중 실수를 언급할 때 사용했다. 다음 10년 동안 이 용어는 텔레비전 엔지니어들이 기술적인 문제를 나타내기 위해 사용되었다.
벤 지머(Ben Zimmer)가 월스트리트 저널에 쓴 기사에 따르면, 예일 대학교 법률 사서인 프레드 샤피로(Fred Shapiro)는 이 단어의 가장 오래된 사용 기록을 찾아냈다. 1940년 5월 19일, 소설가 캐서린 브러시(Katharine Brush)가 자신의 칼럼 "Out of My Mind" (워싱턴 포스트, 보스턴 글로브 등 여러 신문에 실림)에서 글리치에 대해 썼다. 브러시는 토니 랜달(Tony Randall)의 라디오 회고를 다음과 같이 뒷받침했다.
라디오 화자들이 발음에서 작은 실수를 하면 "플러프(fluff)"라고 부르고, 심한 실수를 하면 "글리치(glitch)"라고 부르는데, 저는 그 말이 너무 좋아요.
1940년대에는 라디오 세계에서 다른 예시들을 찾을 수 있다. 1943년 4월 11일자 워싱턴 포스트는 헬렌 시우샛의 라디오 방송에 관한 책인 마이크는 물지 않는다(Mikes Don't Bite)에 대한 서평을 실었다. 서평가는 실수를 지적하며 "라디오 용어로 시우샛 양이 '머프(muff)', '플러프(fluff)', '버스트(bust)', 또는 '글리치(glitch)'를 저질렀는가?"라고 썼다. 그리고 1948년 네드 미지글리(Ned Midgley)의 책 라디오의 광고 및 비즈니스 측면(The Advertising and Business Side of Radio)에서 그는 라디오 방송국의 "교통 부서"가 방송 항목을 적절히 스케줄링하는 책임이 있다고 설명했다. 미지글리는 "대부분의 '글리치', 즉 방송 중 실수는 교통 부서의 실수로 거슬러 올라갈 수 있다"고 썼다.
1950년대에 글리치는 라디오에서 텔레비전으로 전환되었다. 1953년 브로드캐스팅 잡지의 RCA 광고에서는 자사의 TV 카메라에 "더 이상 교류 전원선 '글리치'(수평선 간섭)가 없다"고 자랑했다. 그리고 벨 전화는 1955년 빌보드 지에 두 명의 기술자가 벨 시스템 라인으로 방송되는 TV 신호를 모니터링하는 모습을 보여주는 광고를 게재했다. "그가 동료 기술자와 '글리치'에 대해 이야기할 때, 그는 그림에서 수직으로 움직이는 좁은 수평 막대처럼 나타나는 저주파 간섭을 의미한다."
텔레비전 및 라디오 광고주를 위한 무역 잡지인 스폰서의 1959년 기사에서는 테이프를 이어 붙여 TV 광고를 편집하는 것에 대한 기사에서 또 다른 기술적 용법을 제시했다. "글리치는 동기화 펄스가 정확히 일치하지 않을 때 편집 지점에서 발생하는 '순간적인 흔들림'을 뜻하는 속어이다." 또한 이 용어의 가장 초기의 어원 중 하나를 제공하며, "'글리치'는 아마도 미끄러짐, 활강 또는 미끄러짐을 의미하는 독일어 또는 이디시어 단어에서 유래했을 것이다"라고 언급했다.
이 용어는 1965년 6월 20일 왓츠 마이 라인 에피소드에서 베넷 서프에 의해 미국 대중에게 처음으로 널리 정의되었다. 그는 "이상 현상... [케이프 케네디]에서 뭔가 잘못되면 약간의 글리치가 발생했다고 말한다"라고 설명했다. 우주비행사 존 글렌은 자신의 저서 궤도 진입(Into Orbit)에서 이 용어를 다음과 같이 설명했다.

우리가 겪는 몇 가지 문제들을 설명하기 위해 채택한 또 다른 용어는 "글리치"였습니다. 문자 그대로 글리치는 전기 회로에 새로운 부하가 갑자기 걸렸을 때 발생하는 전압의 스파이크 또는 변화입니다. 스위치를 켜거나 건조기나 텔레비전을 작동시킬 때 집안의 불이 어두워지는 것을 아마도 눈치챘을 것입니다. 일반적으로 이러한 전압 변화는 퓨즈로 보호됩니다. 그러나 글리치는 너무 미미한 전압 변화여서 어떤 퓨즈도 보호할 수 없습니다.

 존 데일리(John Daly)는 1965년 7월 4일 '왓츠 마이 라인' 에피소드에서 이 단어를 다시 정의하며, 케이프 케네디에서 로켓 발사 과정 중 미 공군이 사용하는 용어이며, "무언가 잘못되었는데 그 원인을 알 수 없을 때 그것을 '글리치'라고 부른다"고 말했다. 나중에 1965년 7월 23일, 타임 잡지는 기사에서 이 용어를 정의할 필요성을 느꼈다. "글리치 — 우주 비행사들이 성가신 교란을 이르는 말." 타임지의 언급과 관련하여 이 용어는 1950년대 미국의 우주 경쟁 동안 일반적으로 사용되기 시작했으며, 로켓 하드웨어에서 정확히 집어내기 어려운 사소한 결함을 설명하는 데 사용되었다고 여겨진다.

## 일렉트로닉스 글리치
일렉트로닉스 글리치 또는 논리 해저드는 특히 디지털 회로에서 신호가 의도한 값으로 안정화되기 전에 신호에서 발생하는 전이 현상이다. 일반적으로 이는 짧은 지속 시간의 전기 펄스를 의미하며, 종종 공통 소스에서 파생되었지만 지연 시간이 다른 두 신호 간의 경쟁 상태로 인해 발생한다. 일부 경우, 예를 들어 잘 타이밍된 동기 회로에서는 이는 설계에서 일반적으로 발생하는 무해하고 잘 허용되는 효과일 수 있다. 다른 맥락에서는 글리치가 오작동을 일으킬 수 있는 결함 또는 설계 오류의 바람직하지 않은 결과일 수 있다. 플립플롭과 같은 일부 전자 부품은 올바르게 작동하기 위해 지정된 최소 지속 시간보다 짧지 않아야 하는 펄스에 의해 트리거된다. 지정된 최소 지속 시간보다 짧은 펄스를 글리치라고 부를 수 있다. 관련 개념으로는 올바른 작동을 위해 지정된 최소 레벨보다 진폭이 작은 펄스인 런트 펄스와 글리치와 유사하지만 종종 링잉 또는 크로스톡에 의해 발생하는 짧은 펄스인 스파이크가 있다.

## 컴퓨터 글리치
컴퓨터 글리치는 일반적으로 컴퓨팅 장치를 포함하는 시스템이 기능을 완료하지 못하거나 제대로 수행하지 못하는 것이다. 이는 종종 발생 당시에는 감지되지 않지만 나중에 데이터 오류나 잘못된 인간의 결정으로 나타나는 오류를 의미한다. 컴퓨터 글리치라고 자주 불리는 상황에는 잘못 작성된 소프트웨어(소프트웨어 버그), 작업자가 제공한 잘못된 지시(작업자 오류, 그리고 이러한 가능성을 고려하지 못한 것 또한 소프트웨어 버그로 간주될 수 있음), 감지되지 않은 유효하지 않은 입력 데이터(이 또한 소프트웨어 버그로 간주될 수 있음), 감지되지 않은 통신 오류, 컴퓨터 바이러스, 트로이 목마 공격 및 컴퓨터 익스플로잇 (때때로 "해킹"이라고도 불림)이 있다.
이러한 글리치는 키보드 오작동, 숫자 키 고장, 화면 이상(왼쪽, 오른쪽 또는 거꾸로 뒤집힘), 무작위 프로그램 오작동, 비정상적인 프로그램 등록 등의 문제를 야기할 수 있다.
컴퓨터 글리치로 인한 혼란의 예시로는 2010년 뉴캐넌의 정수장이 예기치 않게 폐쇄된 사건, 오스틴 경찰이 사용하는 컴퓨터 지원 디스패치 시스템의 고장으로 911 전화에 응답하지 못한 사건, 그리고 2010년 11월 카시니 우주선이 "안전 모드"로 진입하게 만든 예기치 않은 비트 플립 등이 있다. 글리치는 또한 비용이 많이 들 수 있다. 2015년 한 은행은 몇 주 동안 이자율을 인상할 수 없어 하루에 백만 달러 이상을 손실했다.

## 비디오 게임 글리치

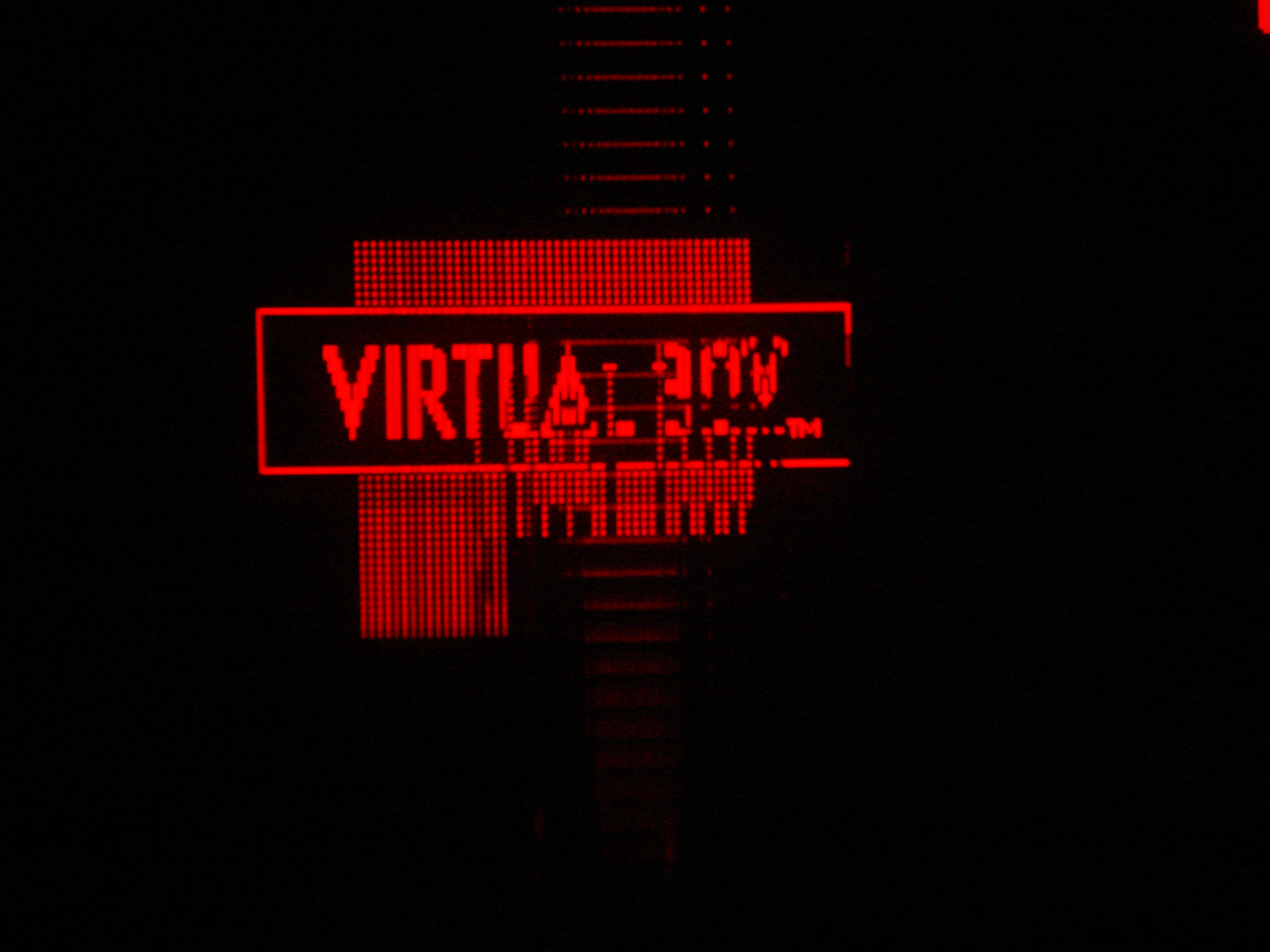
버추얼 보이의 시작 화면이 시각적 글리치에 의해 영향을 받음.

비디오 게임의 글리치는 그래픽 및 사운드 오류, 충돌 감지 문제, 게임 크래시 및 기타 문제를 포함할 수 있다. 품질 보증 (QA) 테스터는 일반적으로 개발 과정 전반에 걸쳐 글리치를 찾아 프로그래머에게 보고하여 수정하도록 고용되며, 이후 잠재적으로 게임의 새로운 빌드로 다시 시작한다. 버그 수정이 충분히 이루어지지 않으면 수많은 글리치와 버그가 최종 제품에 나타날 수 있다. 예를 들어 베데스다 소프트웍스는 게임에 많은 글리치가 있는 것으로 악명이 높지만, 일부 플레이어는 글리치 없는 경험보다 글리치가 있는 것을 선호하기도 한다.
일부 플레이어는 카트리지 기울이기와 같이 데이터 흐름을 방해하는 방법을 사용하여 게임에서 글리치를 유도하여 재미를 찾기도 한다.
"글리치 헌터"는 레벨의 일부를 건너뛰거나 적을 빠르게 물리치는 등 게임을 더 빠르게 스피드런할 수 있는 유익한 글리치를 찾는 게임 팬이다. 글리치 헌터가 많이 활동하는 스피드런 장면의 한 예는 소울 시리즈이다. 스피드런 중 글리치 사용은 논쟁적인 주제이며, 일부는 개발자의 의도를 벗어나는 것으로 간주하여 사용을 비난하기도 한다. 글리치 사용에 찬성하는 사람들은 글리치를 사용하는 것 자체가 많은 기술을 필요로 할 수 있다고 믿는다. 스피드런에는 여러 카테고리가 있으며, "any%"는 모든 유형의 글리치 사용을 허용하고, "glitchless"는 글리치 없이 스피드런이 수행되었음을 나타낸다.
일부 게임은 의도적으로 글리치처럼 보이는 효과를 포함시켜 제4의 벽을 깨고 플레이어를 놀라게 하거나 불안하게 만들거나, 또는 게임의 내러티브의 일부로 사용한다. 이터널 다크니스와 배트맨: 아캄 어사일럼과 같은 게임에는 플레이어의 게임 시스템이 고장 난 것처럼 보이는 의도적인 글리치 구간이 포함되어 있다. 어쌔신 크리드 시리즈의 애니머스 인터페이스는 플레이어 캐릭터가 유전적 유산을 통해 조상의 기억을 경험할 수 있게 해주는데, 게임이 플레이어 캐릭터가 컴퓨터 지원 시스템을 통해 목격하는 것임을 강조하기 위해 가끔 글리치를 포함한다.

## 텔레비전 글리치
방송에서 손상된 신호는 화면에 들쭉날쭉한 선, 잘못 배치된 사각형, 정지된 듯한 효과, 멈춤 문제 또는 반전된 색상과 같은 형태로 글리치를 일으킬 수 있다. 이러한 글리치는 비디오 및 오디오(주로 오디오 끊김) 또는 전송에 영향을 미칠 수 있다. 이러한 글리치는 휴대용 전자기기나 전자레인지의 간섭, 방송 센터의 손상된 케이블 또는 날씨와 같은 다양한 문제로 인해 발생할 수 있다.

## 대중문화
여러 대중문화 작품이 글리치를 다루고 있다. "글리치" 또는 그 파생어가 포함된 작품은 글리치 (동음이의)에서 자세히 설명한다.
- 논픽션 책 CB Bible (1976)은 시민 밴드 무선 용어집에 글리치를 "CB 장비의 정의할 수 없는 기술적 결함"으로 포함하여 이 용어가 당시 이미 시민 밴드에서 사용되고 있었음을 나타낸다.[20]
- 단편 영화 더 글리치(The Glitch, 2008)는 2008년 드래곤 콘 독립 영화제 개막작이자 최고 SF 최종 후보작으로, "심각한 뇌를 찢는 디지털 고장"을 경험하는 심야 TV 시청자 해리 오언(스콧 찰스 블람핀 분)의 혼란을 다룬다.[21]

## 같이 보기
- 글리치 아트
- 소프트웨어 버그
- 퍼징